# Neoarhaphes
Neoarhaphes là một chi bọ cánh cứng trong họ 
Elateridae.
Chi này được miêu tả khoa học năm 1966 bởi Costa.

## Các loài
Các loài trong chi này gồm:
- Neoarhaphes americanus (Champion, 1895)
- Neoarhaphes brasiliensis Costa, 1966